# Princess Royal Island
Princess Royal Island – wyspa kanadyjska, położona w Zatoce Królowej Charlotty (Ocean Spokojny), u wybrzeży Kolumbii Brytyjskiej, na południowy wschód od wysp Pitt i Banks. Powierzchnia 2251 km². Ma charakter górzysty, z wysokościami do 1676 m n.p.m. Panuje tu klimat umiarkowany morski, gdzie znaczne tereny zajmują lasy.

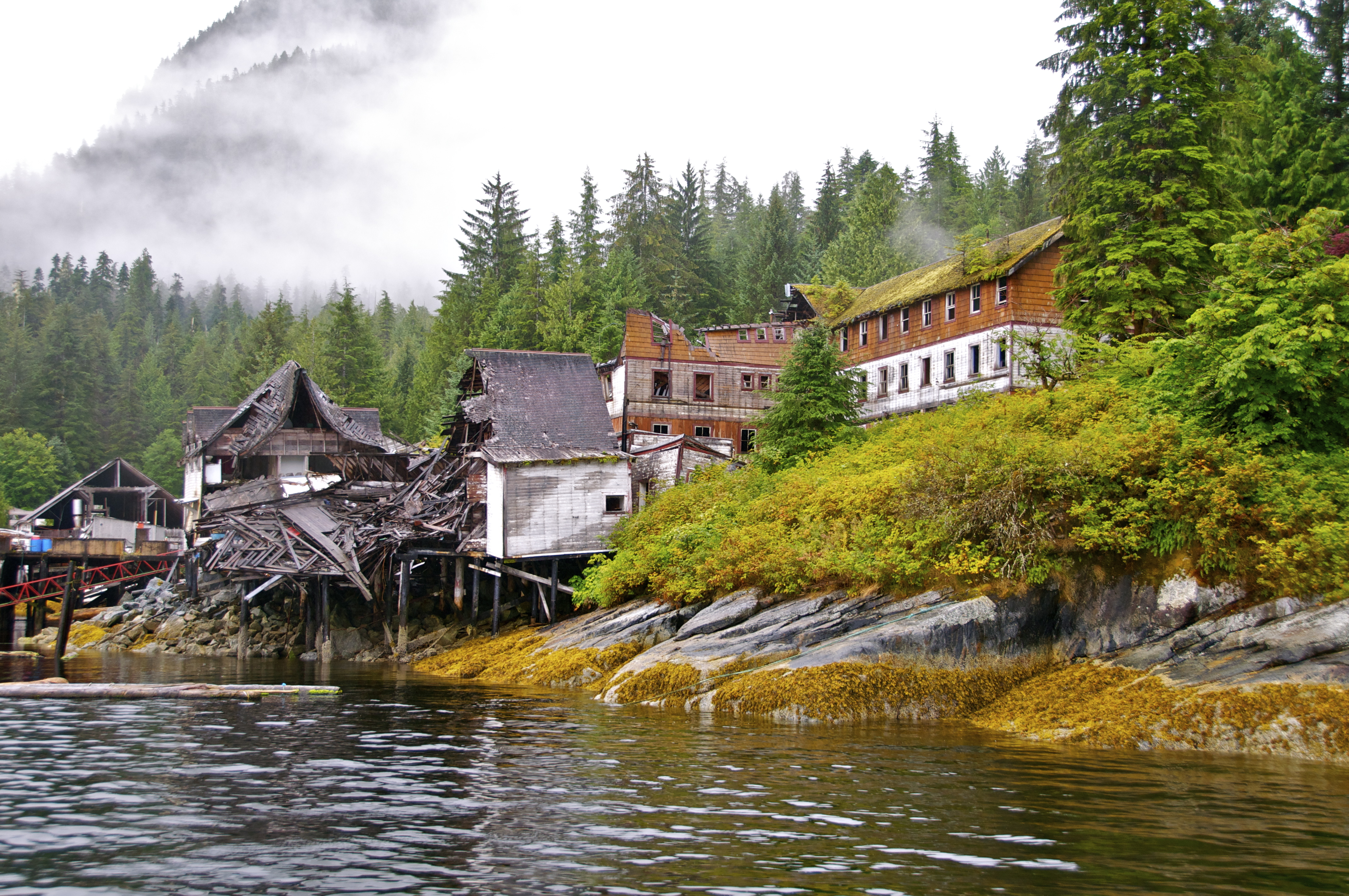
Zrujnowane budynki w Butedale

Obecnie jest niezamieszkana przez człowieka. Po północno-wschodniej stronie wyspy znajduje się opuszczona miejscowość Butedale, w której znajdowała się wytwórnia konserw rybnych zbudowana w 1911 roku.